# Pseudocorystes sicarius
Pseudocorystes sicarius is een krabbensoort uit de familie van de Atelecyclidae. De wetenschappelijke naam van de soort werd voor het eerst geldig gepubliceerd in 1836 door Eduard Friedrich Poeppig.